# موشک هدایت سیمی

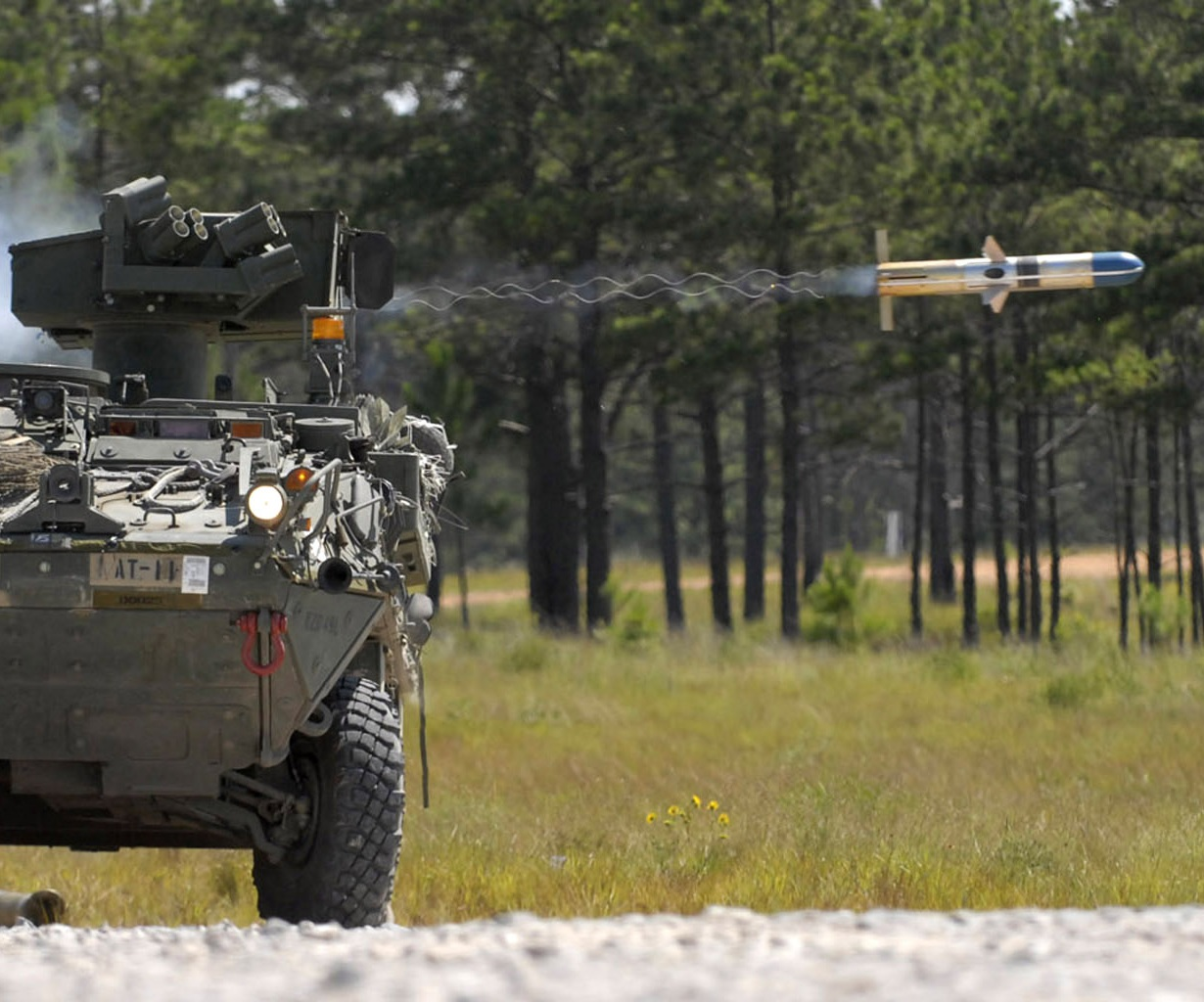
بی‌جی‌ام-۷۱ تاو از موفق‌ترین موشک‌های هدایت سیمی که از دهه ۱۹۷۰ تاکنون در حال تولید است

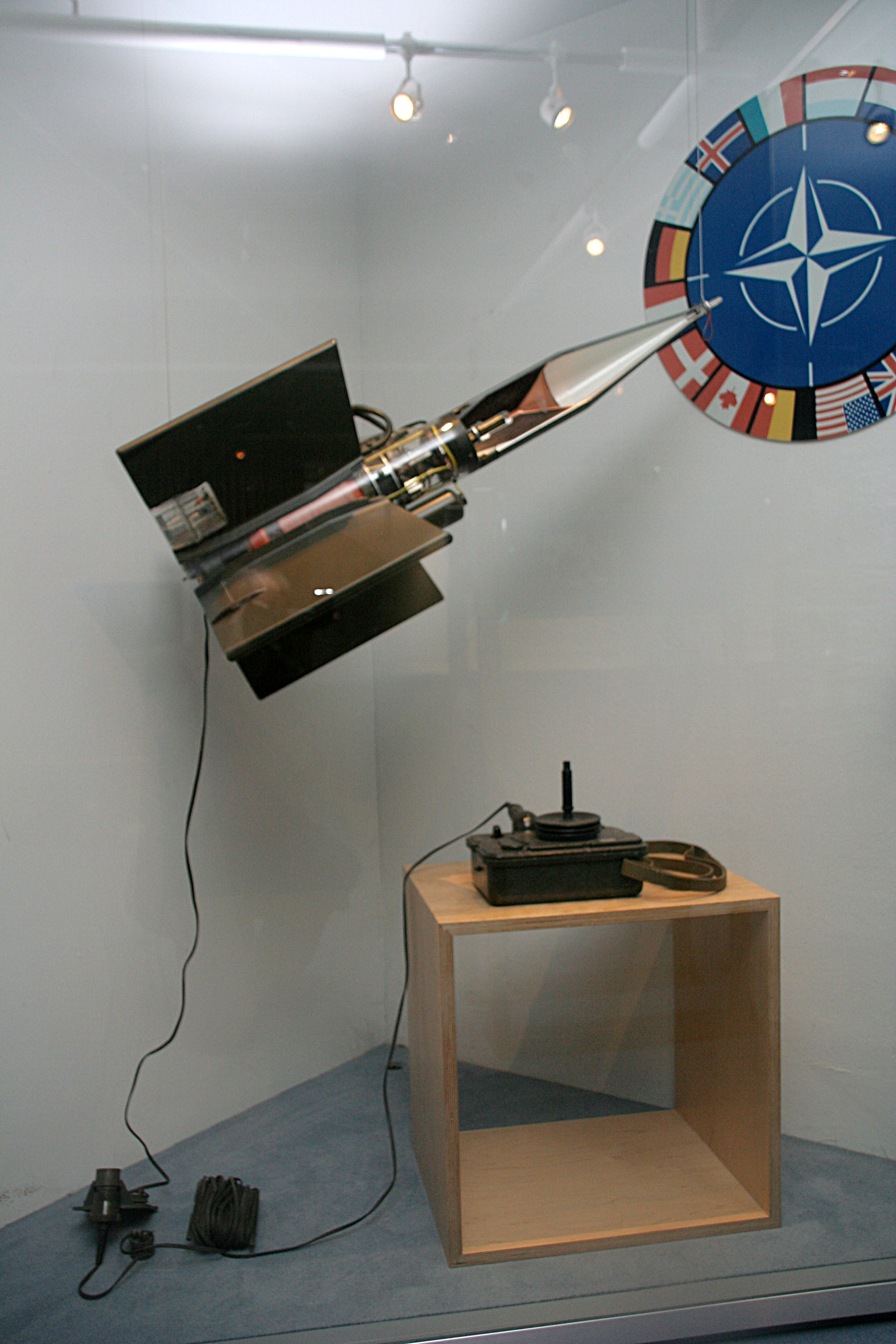
موشک آلمانی-سوئیسی کبرا در سال ۱۹۵۴ طراحی شد.

موشک هدایت سیمی نوعی موشک است که با رشته سیم نازکی به دستگاه هدایتی متصل شده و اپراتور موشک فرامین هدایتی را با این سیم به آن مخابره می‌کند. این روش هدایتی بیشتر در موشک‌های ضدتانک به کار گرفته می‌شود. دوربردترین موشک‌های هدایت سیمی که اکنون استفاده می‌شوند چیزی در حدود ۴ کیلومتر برد دارند.
روش هدایت با سیم از قدیمی‌ترین و مطمئن‌ترین روشهای هدایت موشک‌هاست. آلمان‌ها در جنگ جهانی دوم برای نخستین بار این روش را ابداع کرده و آن را در موشک‌های ضدتانک، ضدکشتی و ضدهوایی به کار گرفتند. در دهه ۱۹۵۰ و ۱۹۶۰ کشورهای مختلفی به ساخت موشک‌های کوچک هدایت سیمی اقدام کردند. مالیوتکای روس‌ها، تاو آمریکایی‌ها و موشک‌های فرانسوی-آلمانی هات و میلان از نخستین نمونه‌های موفق این نوع موشک‌ها بودند.
هدایت سیمی در برخی اژدرها نیز به کار رفته است. اژدرهایی مثل ام‌کا ۴۸ آمریکایی‌ها و اژدر ۶۱۳ سوئدی‌ها با رشته سیم باریک مسی که در یک پوستهٔ ضدآب پلیمر پلاستیکی پیچیده شده به سوی شناور دشمن روانه می‌شوند.
این سیستم هدایتی همچنان مرسوم‌ترین شیوه هدایت موشک‌های ضدزره به خصوص انواع کوچکتر آن‌هاست. البته روش‌های هدایتی جدیدتری چون هدایت لیزری در موشک‌هایی چون جاولین و هل‌فایر آمریکایی‌ها و کورنت روس‌ها یا تصویربرداری فروسرخ در مدل‌های جدید تاو هم در موشک‌های ضدزره دیده می‌شود اما هدایت سیمی بسیار رایجتر است.

## روش‌ها
دو روش اصلی برای هدایت سیمی وجود دارد:
- فرمان دستی به خط دید: در این روش اپراتور موشک باید از طریق دوربین نشانه‌روی هم موشک و هم هدف را در یک خط نگه دارد. این روش نیاز به مهارت بسیار بالایی دارد. درصد موفقیت موشک‌های مالیوتکای مصری‌ها که آموزش خوبی دریافت کرده بودند در اوایل جنگ یوم کیپور ۲۵ درصد بود در حالی‌که کمتر از ۲ درصد موشک‌های مالیوتکای نیروهای سوریه که آموزش کمتری با این موشک‌ها دیده بودند به تانک‌های اسرائیلی اصابت کردند.
- فرمان نیمه‌اتوماتیک به خط دید: در این روش که جدیدتر و ساده‌تر است اپراتور موشک فقط هدف را نشانه می‌گیرد. این روش احتمال موفقیت بسیار بیشتر است به همین دلیل این موشک‌ها تا حد زیادی جایگزین موشک‌های فرمان دستی شده‌اند. البته موشک‌های فرمان دستی این مزیت را دارند که اپراتور موشک می‌تواند در جایی با فاصله نسبتاً زیاد از سکوی شلیک موشک مستقر شود.